# マイルズ・マイコラス
マイルズ・タイス・マイコラス（Miles Tice Mikolas、1988年8月23日 - ）は、アメリカ合衆国フロリダ州パームビーチ郡ジュピター出身のプロ野球選手（投手）。右投右打。MLBのセントルイス・カージナルス所属。愛称は「リザード・キング（トカゲ王）」（後述）。
妻はローレン・マイコラス。その美貌が注目され、日本の芸能界に進出した。

## 経歴

### プロ入りとパドレス時代
2009年のMLBドラフト7巡目（全体204位）でサンディエゴ・パドレスから指名され、6月25日に契約。契約後、傘下のA-級ユージーン・エメラルズでプロデビュー。15試合（先発11試合）に登板して1勝8敗、防御率5.94、39奪三振の成績を残した。
2010年はA級フォートウェイン・ティンキャップスでプレーし、60試合に登板して6勝3敗13セーブ、防御率2.20、78奪三振の成績を残した。
2011年はまずA+級レイクエルシノア・ストームでプレーし、34試合に登板して3勝0敗12セーブ、防御率1.13、42奪三振の成績を残した。7月にAA級サンアントニオ・ミッションズへ昇格。28試合に登板して1勝0敗9セーブ、防御率1.67、27奪三振の成績を残した。
2012年はAA級サンアントニオで開幕を迎えた。5月5日にパドレスとメジャー契約を結んでアクティブ・ロースター入りした。同日のマイアミ・マーリンズ戦でメジャーデビュー。2点ビハインドの9回表から登板し、1回を投げ1安打1失点1四球2奪三振だった。5月20日のロサンゼルス・エンゼルス・オブ・アナハイム戦では同点の延長12回から登板した。2回を無安打無失点に抑え、13回裏にパドレスがサヨナラ勝ちしたため、メジャー初勝利を挙げた。6月5日にAAA級ツーソン・パドレスへ降格した。7月5日にメジャーへ再昇格したが、16日に再びAAA級ツーソンへ降格した。8月5日に再昇格。この年メジャーでは25試合に登板して2勝1敗、防御率3.62、23奪三振の成績を残した。
2013年3月9日にパドレスと1年契約に合意。3月18日にAAA級ツーソンへ異動してそのまま開幕を迎え、6月23日に昇格したが、登板のないまま翌24日にAAA級ツーソンへ降格した。7月9日に再昇格し、シーズン初登板となった11日のサンフランシスコ・ジャイアンツ戦では、1回を無安打無失点に抑えたが、翌12日にAAA級ツーソンへ降格した。7月21日に再びメジャーへ昇格するも、登板せずに23日にAAA級ツーソンへ降格した。7月30日に昇格し、1試合に登板後、8月1日にAAA級ツーソンへ降格した。この年メジャーでは2試合の登板にとどまり、防御率0.00だった。オフの11月20日にDFAとなった。

### レンジャーズ時代

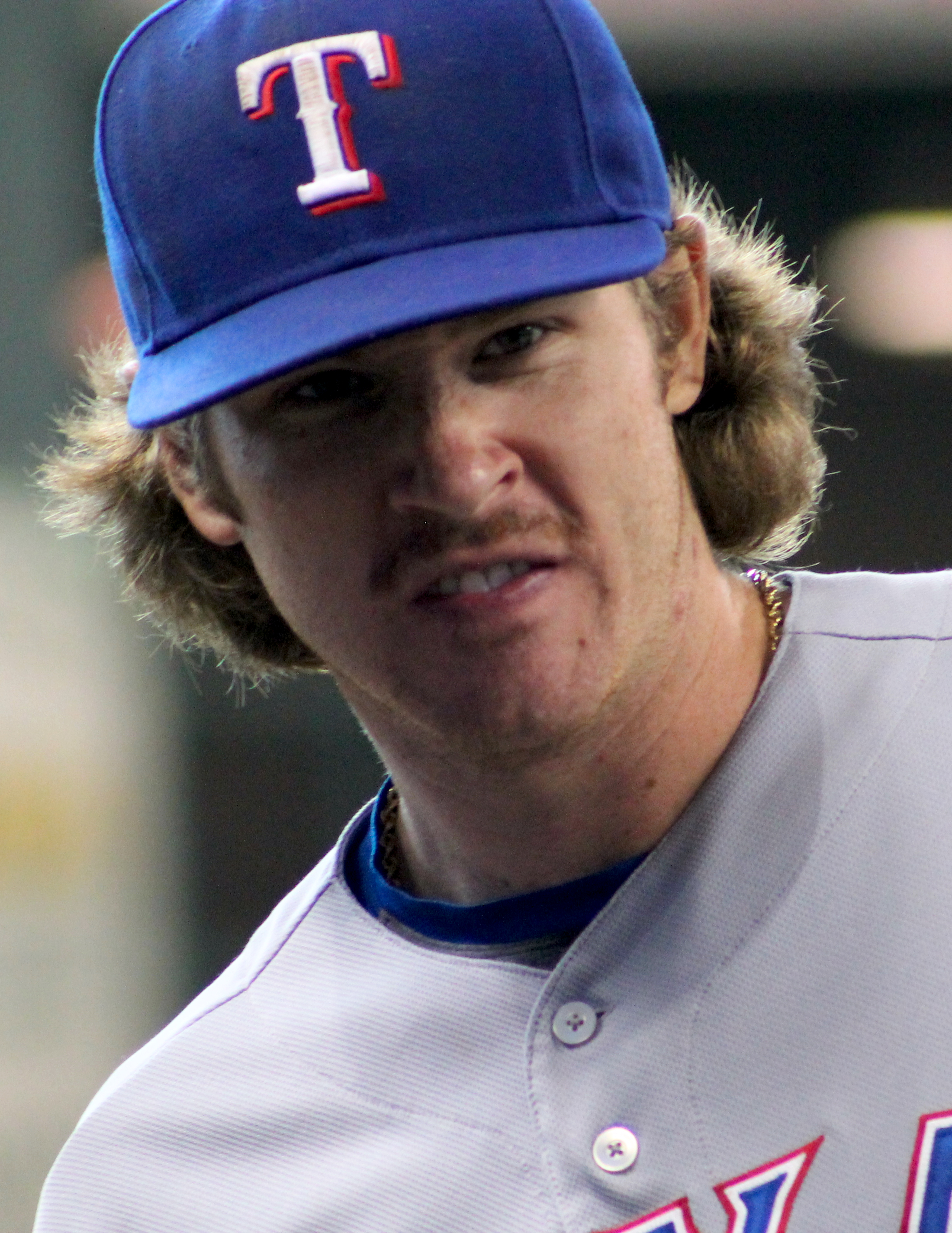
テキサス・レンジャーズ時代
（2014年8月30日）

2013年11月25日にアレックス・ディッカーソンとのトレードで、ジャフ・デッカーと共にピッツバーグ・パイレーツへ移籍した。12月30日にクリス・マクギネスとのトレードで、テキサス・レンジャーズへ移籍した。
2014年2月26日にレンジャーズと1年契約に合意。3月17日にAAA級ラウンドロック・エクスプレスへ異動し、そのまま開幕を迎えた。開幕後はAAA級ラウンドロックで8試合に登板し、5月14日にマット・ハリソンが故障者リスト入りしたためメジャーへ昇格したが、登板することなく18日にAAA級ラウンドロックへ降格した。7月1日にジョー・ソーンダースがDFAとなったため再昇格し、先発投手に故障が続出したチーム事情から先発投手に転向した。昇格後は先発として10試合に登板し、2勝5敗、防御率6.44、38奪三振の成績を残した。
オフの11月20日にウェイバーで放出された。

### 巨人時代

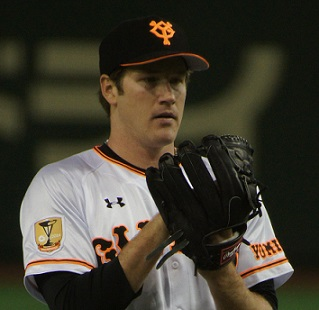
読売ジャイアンツ時代
（2015年3月1日）

2014年11月25日に読売ジャイアンツと契約した。背番号は「39」に決まった。
2015年4月2日の中日ドラゴンズ戦でNPB初登板・初先発を果たすが、6回2失点の投球も勝ち投手にはなれなかった。その後も勝ち星が付かない試合が続いたが、5月28日の埼玉西武ライオンズ戦で8回無失点の投球でNPB初勝利を挙げると、6月4日のオリックス・バファローズ戦ではNPB初完投初完封勝利を挙げた。8月18日の阪神タイガース戦では9回1失点の完投で10勝目を挙げた。NPB1年目から二桁勝利を挙げた球団の外国人投手は1988年のビル・ガリクソン、1996年のバルビーノ・ガルベスに次いで史上3人目となった。しかし、8月23日に疲労のため一軍登録を抹消された。復帰戦となった9月9日の阪神戦では7回3失点の投球も勝ち星は付かなかったが、9月24日の広島東洋カープ戦ではNPB1年目の外国人投手としては史上初のシーズン10連勝を記録。また、外国人投手のシーズン二桁連勝は1964年のジョー・スタンカ、1988年の郭泰源に次いで史上3人目、球団のシーズン二桁連勝は2002年の上原浩治以来となる史上12人目19度目となった。10月2日の横浜DeNAベイスターズ戦でも勝ち星を挙げ、シーズン11連勝まで記録を更新。自身が樹立した来日1年目の外国人投手の連勝記録を11連勝まで更新した。だがチームはリーグ4連覇を逃して2位でシーズンを終えた。巨人が2位でシーズンを終えたのは2001年以来14年ぶりだった。
阪神とのCSファーストステージでは初戦に先発し、両チーム0行進で迎えた5回に自らの適時二塁打で先制点を挙げ、投げては6回まで無失点に抑えた。2-0とした7回に同点に追いつかれこの回限りで降板した。7回に勝ち越せなかったため白星は付かなかったが延長10回に一死満塁から代打・高橋由伸が四球を選び巨人がサヨナラ勝ちした。その後チームは第2戦で敗れるが第3戦に勝利してファイナルステージ進出を決めた。東京ヤクルトスワローズとのファイナルステージでは第2戦に先発したが6回途中4失点で敗戦投手となり4カ月ぶりに黒星を喫した。最終的にチームは2年連続でCS敗退を喫した。オフには大リーグ復帰などが囁かれていたが新たに2年契約を結んだ。
2016年は右肩痛の影響で開幕一軍を逃した。6月25日のDeNA戦でシーズン初登板したがこの試合は5回4失点と苦しんだ。それでもリードはしていたがリリーフが逆転され初勝利はならなかった。その後は先発ローテーションに入り、復帰当初こそ調整不足な部分が目立ち打ち込まれる場面も多かったものの、最終的に14試合の登板で4勝2敗、防御率は2.45とまずまずの成績を残した。DeNAとのCSファーストステージでは初戦に先発して5回まで梶谷隆幸のソロ本塁打のみの1失点に抑えていたが、6回に筒香嘉智に逆転2点本塁打を浴び6回3失点で敗戦投手となった。その後チームは第2戦で勝利するも第3戦で敗れて敗退した。
2017年は、これまで開幕投手を務めていた菅野智之がWBCに出場した影響で自身初の開幕投手を務めた。開幕戦では7回99球を投げて、4奪三振、2失点（自責点は1）の成績で勝利投手となった。巨人の外国人投手で開幕投手を務めたのは、1999年のバルビーノ・ガルベス、2009年のセス・グライシンガー以来3人目で、勝利投手はガルベス以来2人目となる。この年は年間通して先発ローテーションに入り、自己最多の27試合に先発。14勝（リーグ3位）、防御率2.25（同2位）、187奪三振（同1位）、22QS（同1位）、WHIP0.98（同2位）の好成績を記録し、最多奪三振のタイトルを獲得した。2年契約満了となったオフには複数のMLB球団が興味を持っていると報道され、12月2日に自由契約となった。巨人の3年間では62試合登板し、31勝13敗、防御率2.18、378奪三振と好成績を残した。

### カージナルス時代
2017年12月5日にセントルイス・カージナルスと2年総額1550万ドルで契約を結んだ。「日本でプレーしている間、またメジャーに戻って投げたいと思い、ずっと自分自身を磨いてきました。2017年シーズンは自分にとっても素晴らしいシーズンだったので再びこの地でプレーする準備はできています」とコメントした。背番号は巨人時代と同じ「39」。
2018年4月2日のミルウォーキー・ブルワーズ戦に先発し、5.2回4失点で復帰後初勝利を挙げ、5回表には勝ち越しとなる2点本塁打を放った。その後も好調を維持し開幕6連勝を記録し、前半戦で10勝3敗、防御率2.79を記録した。この活躍から自身初となるオールスターゲームに選出されたが、双子の出産に立ち会う為に出場を回避した。後半戦も勝ち星を重ね、32試合に先発登板し、ナショナルリーグトップとなる18勝4敗、同4位の防御率2.83、同トップの勝率.818、同6位となる200.2イニング、146奪三振を記録し、マックス・シャーザー、ジョン・レスターと並んで最多勝のタイトルを復帰1年目から獲得した。また、サイ・ヤング賞の投票ではリーグ6位を獲得した。
2019年2月24日に3月28日のブルワーズとの開幕戦に開幕投手として登板することが発表された。その2日後の26日には2020年シーズンから4年総額6800万ドルで契約を延長した。オプションとして全球団トレード拒否権、このシーズンの200イニング登板による最大200万ドルの出来高が含まれ、達成した際は4年総額7000万ドルとなった。しかし、シーズンでは32試合に先発登板するも、9勝14敗はリーグワーストを記録し、防御率4.16、184イニング、144奪三振と大きく成績を落とした。このシーズンは特に敵地で苦戦し、17試合の先発登板で4勝8敗、防御率5.40だった。チームは4年ぶりに地区優勝し、プレーオフでは2試合の先発登板含む3試合の登板で1勝1敗、防御率1.50と尻上がりに調子を上げた。
2020年は2月18日に前年オフに痛めた右腕の屈筋腱に多血小板血漿（PRP）の注射を受け、全治3～4週間と診断された。開幕には間に合わず、開幕後もマイナーのスプリングトレーニングでのリハビリが必要と考えられていた。しかし、7月27日にMRI検査を行ったところ、右腕が完治していないことが判明。翌28日には故障者リスト入りと、このシーズンの全休が発表され、右腕の手術が行われた。
2021年はスプリングトレーニングから登板し復帰を予期するも、3月10日に開幕に間に合わないことが球団から発表された。9試合の先発登板で2勝3敗、防御率4.23に終わった。
2022年8月9日のコロラド・ロッキーズ戦で3回途中を投げて14安打、10失点と大炎上した。投手が3回未満の投球で、14安打以上と自責点10以上を許したのは、MLB史上初のことだった。それでもこの年は久々に怪我なくシーズンを終えローテーションを守り12勝、投球回数200イニングを記録した。
2023年はシーズン開幕前の2月10日に第5回ワールド・ベースボール・クラシック（WBC）のアメリカ合衆国代表に選出された。
シーズン中には、巨人にメジャーでのキャリアの最終年後に復帰したい意向を明らかにした。
7月27日のシカゴ・カブス戦に先発登板した際に1回二死にイアン・ハップに故意死球を与えたとして退場処分を受けていた。28日、MLB機構は5試合の出場停止処分を科したと発表した。また、マイコラスのプレーに関して、監督のオリバー・マーモルには1試合の出場停止処分が科せられた。マイコラスは異議を申し立てたため、28日時点で処分は保留とされた。

## 選手としての特徴
| 球種           | 割合 | 平均球速 | 平均球速 | 最高球速 | 最高球速 |
| 球種           | %    | mph      | km/h     | mph      | km/h     |
| -------------- | ---- | -------- | -------- | -------- | -------- |
| フォーシーム   | 27.3 | 93.5     | 150.5    | 97.3     | 156.6    |
| スライダー     | 25.3 | 87.7     | 141.1    | 97.3     | 156.6    |
| シンカー       | 22.2 | 93.0     | 149.7    | 97.3     | 156.6    |
| カーブ         | 21.1 | 76.2     | 122.6    | 97.3     | 156.6    |
| チェンジアップ | 4.0  | 82.7     | 133.1    | 97.3     | 156.6    |

スリークォーター（来日前はオーバースロー）から投げる最速98.5mph（約158.5km/h、NPBでの最速は155km/h）、平均150km/h程度の速球（フォーシーム・ツーシーム）を中心に、平均141km/hのスライダー、平均122km/hのカーブ、稀にチェンジアップなども使用する。

## 人物
愛称の「リザード・キング（トカゲ王）」は、サンディエゴ・パドレス傘下時代の2011年に生きたトカゲの踊り食いに挑戦し完食したことに由来する。
2017年3月20日に第1子となる長女が誕生し、2018年7月22日には双子の男児・女児が誕生した。
嫌煙家で、巨人時代の2015年には、それが原因で激高した事がある。
記者の中では荒くれのイメージがあるが、巨人時代は「練習の鬼」としても知られていた。チームスタッフは「巨人には真面目な外国人はこれまでもたくさんいたけど、その中でも野球に関しては一番真面目。すごく練習するところを知ってから、尊敬しています」と絶賛し、報道陣が覗き見ることのできないトレーニングルームに他の選手の2倍近くの時間こもっている日も多く、ウエイトトレーニングだけでなく、チューブや踏み台を使った地味なメニューに黙々と取り組んでいたという。当時ウオーミングアップなしで、120kgのベンチプレスを軽々と持ち上げるほどの怪力を誇った。
アメリカ球界復帰後に日本での思い出について「最高のファンと日本の食事は今でも忘れられない。築地の魚、焼肉、炉端焼き、春の桜、いちご狩り、長野の桃……。色々と恋しいんだよ」と語っている。
2022年にシカゴ・カブスの鈴木誠也と対戦して3打数無安打に抑え、「日本のプロ野球出身の選手と対戦する時はいつも、エキサイトする」とコメントしている。

## 詳細情報

### 年度別投手成績
| 年 度    | 球 団    | 登 板 | 先 発 | 完 投 | 完 封 | 無 四 球 | 勝 利 | 敗 戦 | セ 丨 ブ | ホ 丨 ル ド | 勝 率 | 打 者 | 投 球 回 | 被 安 打 | 被 本 塁 打 | 与 四 球 | 敬 遠 | 与 死 球 | 奪 三 振 | 暴 投 | ボ 丨 ク | 失 点 | 自 責 点 | 防 御 率 | W H I P |
| -------- | -------- | ----- | ----- | ----- | ----- | -------- | ----- | ----- | -------- | ----------- | ----- | ----- | -------- | -------- | ----------- | -------- | ----- | -------- | -------- | ----- | -------- | ----- | -------- | -------- | ------- |
| 2012     | SD       | 25    | 0     | 0     | 0     | 0        | 2     | 1     | 0        | 1           | .667  | 144   | 32.1     | 32       | 4           | 15       | 0     | 2        | 23       | 2     | 0        | 15    | 13       | 3.62     | 1.45    |
| 2013     | SD       | 2     | 0     | 0     | 0     | 0        | 0     | 0     | 0        | 0           | .000  | 7     | 1.2      | 0        | 0           | 1        | 0     | 1        | 1        | 0     | 0        | 0     | 0        | 0.00     | 0.60    |
| 2014     | TEX      | 10    | 10    | 0     | 0     | 0        | 2     | 5     | 0        | 0           | .286  | 255   | 57.1     | 64       | 8           | 18       | 2     | 4        | 38       | 0     | 1        | 43    | 41       | 6.44     | 1.43    |
| 2015     | 巨人     | 21    | 21    | 4     | 2     | 2        | 13    | 3     | 0        | 0           | .813  | 557   | 145.0    | 107      | 8           | 23       | 0     | 1        | 107      | 3     | 1        | 34    | 31       | 1.92     | 0.90    |
| 2016     | 巨人     | 14    | 14    | 1     | 0     | 0        | 4     | 2     | 0        | 0           | .667  | 381   | 91.2     | 84       | 10          | 23       | 0     | 4        | 84       | 0     | 0        | 35    | 25       | 2.45     | 1.17    |
| 2017     | 巨人     | 27    | 27    | 0     | 0     | 0        | 14    | 8     | 0        | 0           | .636  | 745   | 188.0    | 162      | 10          | 23       | 0     | 11       | 187      | 4     | 1        | 53    | 47       | 2.25     | 0.98    |
| 2018     | STL      | 32    | 32    | 1     | 1     | 0        | 18    | 4     | 0        | 0           | .818  | 808   | 200.2    | 186      | 16          | 29       | 4     | 7        | 146      | 2     | 1        | 70    | 63       | 2.83     | 1.07    |
| 2019     | STL      | 32    | 32    | 1     | 1     | 1        | 9     | 14    | 0        | 0           | .391  | 764   | 184.0    | 193      | 27          | 32       | 1     | 12       | 144      | 5     | 2        | 90    | 85       | 4.16     | 1.22    |
| 2021     | STL      | 9     | 9     | 0     | 0     | 0        | 2     | 3     | 0        | 0           | .400  | 186   | 44.2     | 43       | 6           | 11       | 0     | 2        | 31       | 1     | 0        | 24    | 21       | 4.23     | 1.21    |
| 2022     | STL      | 33    | 32    | 1     | 0     | 1        | 12    | 13    | 0        | 0           | .480  | 805   | 202.1    | 170      | 25          | 39       | 0     | 6        | 153      | 1     | 1        | 81    | 74       | 3.29     | 1.03    |
| 2023     | STL      | 35    | 35    | 0     | 0     | 0        | 9     | 13    | 0        | 0           | .409  | 860   | 201.1    | 226      | 26          | 39       | 0     | 8        | 137      | 4     | 0        | 110   | 107      | 4.78     | 1.32    |
| 2024     | STL      | 32    | 32    | 0     | 0     | 0        | 10    | 11    | 0        | 0           | .476  | 720   | 171.2    | 194      | 26          | 25       | 0     | 5        | 122      | 0     | 1        | 106   | 102      | 5.35     | 1.28    |
| MLB：9年 | MLB：9年 | 210   | 182   | 3     | 2     | 2        | 64    | 64    | 0        | 1           | .500  | 4549  | 1096.0   | 1108     | 138         | 209      | 7     | 47       | 795      | 15    | 6        | 539   | 506      | 4.16     | 1.20    |
| NPB：3年 | NPB：3年 | 62    | 62    | 5     | 2     | 2        | 31    | 13    | 0        | 0           | .705  | 1683  | 424.2    | 353      | 28          | 69       | 0     | 16       | 378      | 7     | 2        | 122   | 103      | 2.18     | 1.00    |

- 2024年度シーズン終了時
- 各年度の太字はリーグ最高

### WBCでの投手成績
| 年 度 | 代 表          | 登 板 | 先 発 | 勝 利 | 敗 戦 | セ ｜ ブ | 打 者 | 投 球 回 | 被 安 打 | 被 本 塁 打 | 与 四 球 | 敬 遠 | 奪 三 振 | 暴 投 | ボ ｜ ク | 失 点 | 自 責 点 | 防 御 率 |
| ----- | -------------- | ----- | ----- | ----- | ----- | -------- | ----- | -------- | -------- | ----------- | -------- | ----- | -------- | ----- | -------- | ----- | -------- | -------- |
| 2023  | アメリカ合衆国 | 2     | 0     | 0     | 0     | 0        | 27    | 6.0      | 9        | 0           | 0        | 0     | 5        | 0     | 0        | 1     | 1        | 1.50     |

### 年度別守備成績
| 年 度 | 球 団 | 投手（P） | 投手（P） | 投手（P） | 投手（P） | 投手（P） | 投手（P） |
| 年 度 | 球 団 | 試 合     | 刺 殺     | 補 殺     | 失 策     | 併 殺     | 守 備 率  |
| ----- | ----- | --------- | --------- | --------- | --------- | --------- | --------- |
| 2012  | SD    | 25        | 0         | 7         | 1         | 0         | .875      |
| 2013  | SD    | 2         | 0         | 0         | 0         | 0         | ----      |
| 2014  | TEX   | 10        | 5         | 5         | 2         | 1         | .833      |
| 2015  | 巨人  | 21        | 13        | 27        | 0         | 0         | 1.000     |
| 2016  | 巨人  | 14        | 2         | 10        | 0         | 0         | 1.000     |
| 2017  | 巨人  | 27        | 11        | 29        | 0         | 2         | 1.000     |
| 2018  | STL   | 32        | 19        | 30        | 2         | 3         | .961      |
| 2019  | STL   | 32        | 14        | 30        | 0         | 2         | 1.000     |
| 2021  | STL   | 9         | 4         | 9         | 0         | 0         | 1.000     |
| 2022  | STL   | 33        | 17        | 14        | 0         | 1         | 1.000     |
| 2023  | STL   | 35        | 18        | 13        | 0         | 2         | 1.000     |
| 2024  | STL   | 32        | 13        | 11        | 2         | 1         | .923      |
| MLB   | MLB   | 210       | 90        | 119       | 7         | 10        | .968      |
| NPB   | NPB   | 62        | 26        | 66        | 0         | 2         | 1.000     |

- 2024年度シーズン終了時
- 各年度の太字はリーグ最高

### タイトル
MLB
- 最多勝利：1回（2018年）

NPB
- 最多奪三振：1回（2017年）
- 最高勝率：1回（2015年）

### 表彰
NPB
- 月間MVP：2回（投手部門：2015年6月、2017年8月）
- 東京ドームMVP賞：1回（2015年）

### 記録
MLB
- MLBオールスターゲーム選出：2回（2018年、2022年）

NPB投手記録
- 初登板・初先発登板：2015年4月2日、対中日ドラゴンズ3回戦（ナゴヤドーム）、6回2失点（自責点1）で勝敗付かず
- 初奪三振：同上、2回裏に松井雅人から空振り三振
- 初勝利・初先発勝利：2015年5月28日、対埼玉西武ライオンズ3回戦（東京ドーム）、8回無失点10奪三振
- 初完投・初完投勝利・初完封勝利：2015年6月4日、対オリックス・バファローズ3回戦（東京ドーム）、9回5安打9奪三振

NPB打撃記録
- 初打席：2015年4月2日、対中日ドラゴンズ3回戦（ナゴヤドーム）、ラウル・バルデスから投手ゴロ
- 初安打：2015年7月4日、対中日ドラゴンズ13回戦（ナゴヤドーム）、3回表に鈴木翔太から中前安打
- 初打点：同上、4回表に野村亮介から左前適時打
- 初本塁打：2016年8月7日、対広島東洋カープ18回戦（マツダスタジアム）、4回表に薮田和樹から左越ソロ

NPBその他の記録
- 開幕投手：1回（2017年）

#### MLB/NPB通算
節目の記録
- 100勝：2025年7月11日、対ワシントン・ナショナルズ（ブッシュ・スタジアム）、5回2/3無失点

### 背番号
- 39（2012年 - 2013年、2015年 - ）
- 36（2014年）

### 登場曲
- 「When the Levee Breaks」Led Zepagain（2015年 - ）
- 「Pony」Ginuwine（2017年 - ）

### 代表歴
- 2023 ワールド・ベースボール・クラシック・アメリカ合衆国代表